# برادلی سنتر
برادلی سنتر (انگلیسی: Bradley Center) یا بی‌ام‌او هریس برادلی سنتر یک سالن ورزشی سرپوشیده در میلواکی، ویسکانسین، ایالات متحده آمریکا است.
این سالن که در سال ۱۹۸۸ تأسیس شده برای مسابقات بسکتبال، هاکی روی یخ و کنسرت‌های موسیقی مورد استفاده قرار می‌گیرد.

## نگارخانه

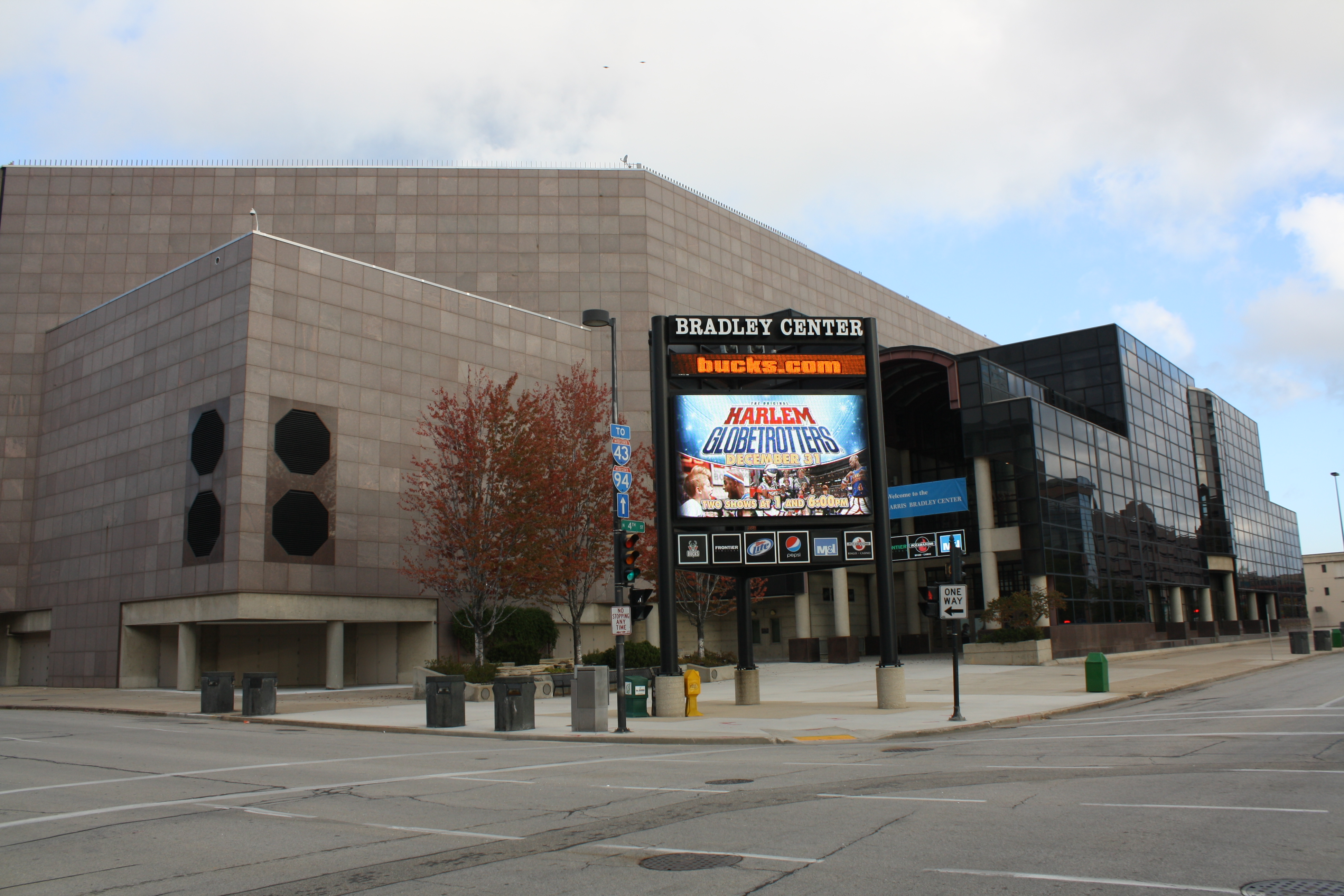
.
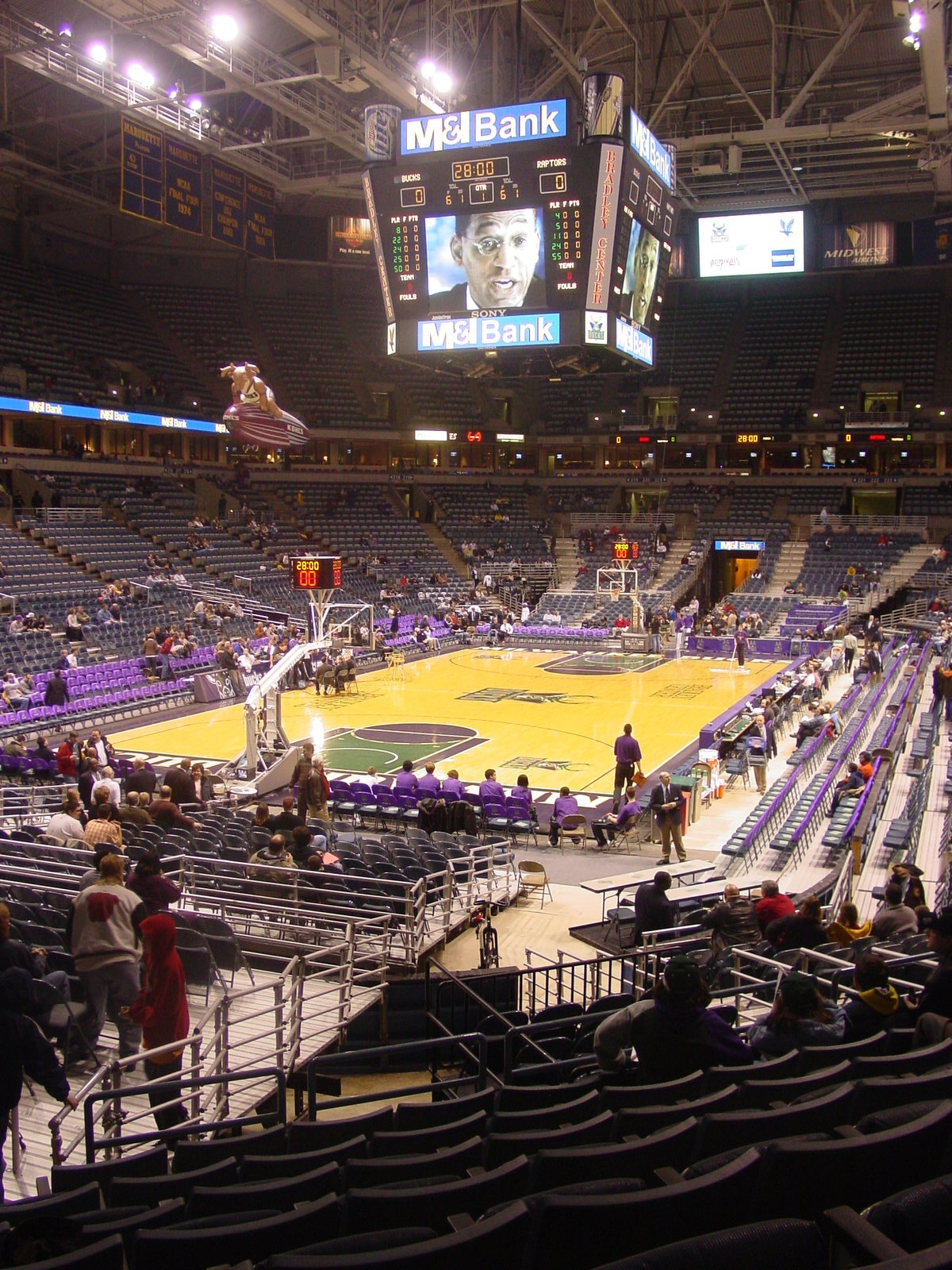
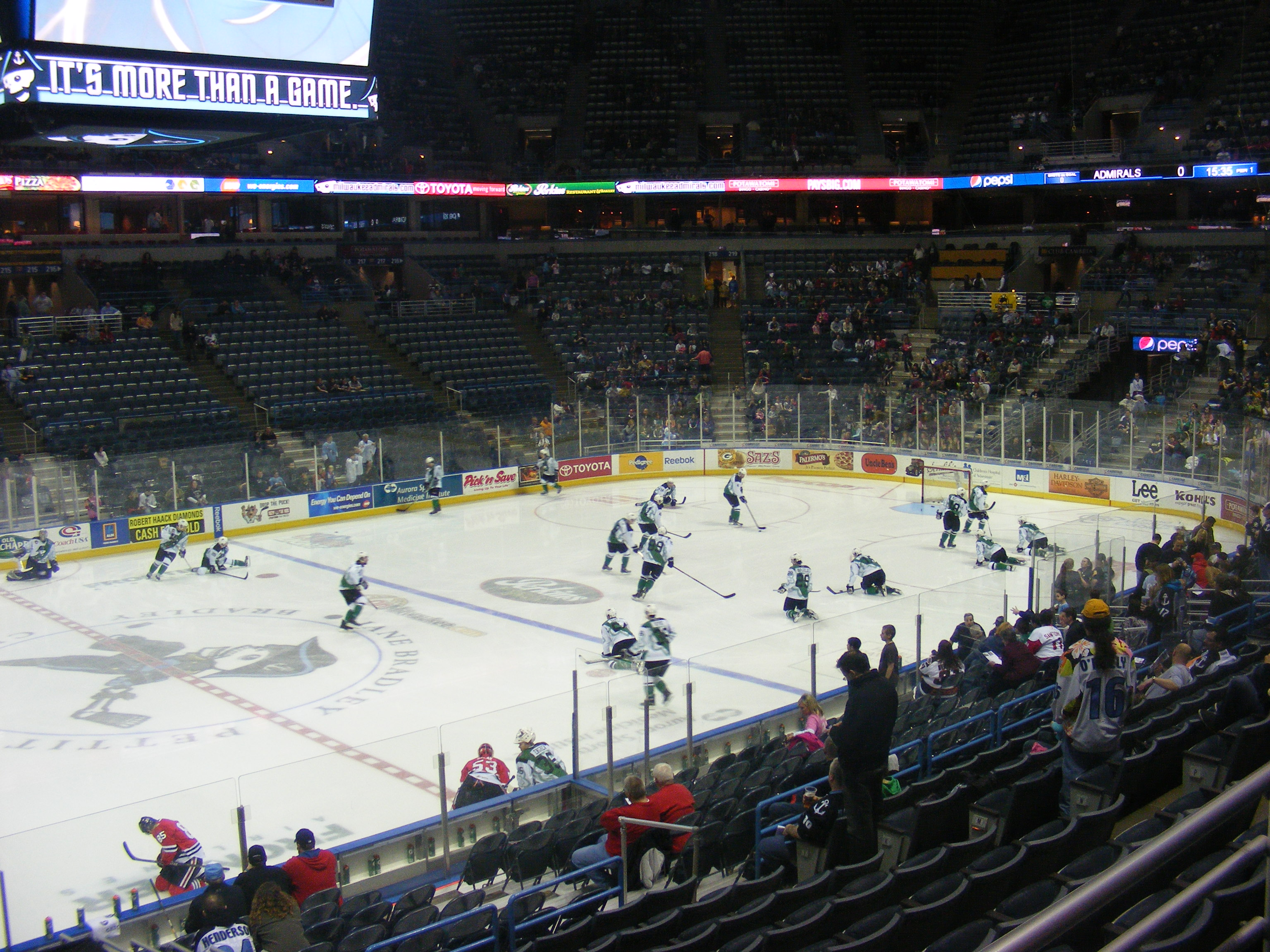
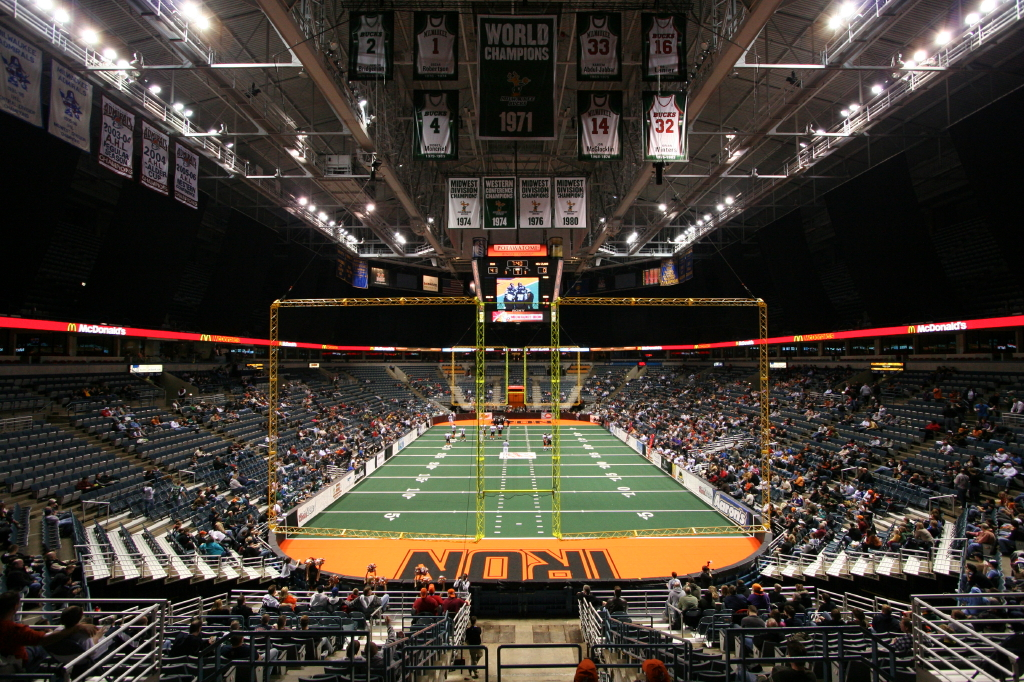